# Verdes Australianos
Os Verdes Australianos (em inglês: Australian Greens), normalmente conhecido como Os Verdes (em inglês: The Greens), é o partido político verde da Austrália.
O partido foi formado em 1992 e é hoje uma confederação de oito partidos do estado e do território. Além do ambientalismo, o partido cita quatro valores fundamentais: sustentabilidade ecológica, justiça social, democracia de base e paz e não violência.
A fundação do partido pode ser atribuído a várias origens - nomeadamente o movimento ambientalista inicial na Austrália e a formação do Grupo Unido da Tasmânia, um dos primeiros partidos verdes do mundo, mas também o movimento de desarmamento nuclear na Austrália Ocidental e secções de esquerda da zona industrial em Nova Gales do Sul. A coordenação entre grupos ambientalistas ocorreu na década de 1980 com vários protestos significativos. As principais pessoas envolvidas nessas campanhas eram Bob Brown e Christine Milne, que depois concorreram e ganharam assentos no Parlamento da Tasmânia e eventualmente formaram os Verdes da Tasmânia; Brown e Milne posteriormente se tornaram líderes do partido federal.
Após a eleição federal australiana de 2022, os Verdes Australianos tinham doze senadores e quatro membros na Câmara dos Representantes da Austrália e, em 2020, tinham mais de 15.000 membros no partido.

## Ideologia
Os Verdes Australianos fazem parte do movimento global de "política verde". O líder do partido Adam Bandt descreve os Verdes como um partido social-democrata. O estatuto dos Verdes Australianos identifica quatro pilares principais como a política do partido: "justiça social", "sustentabilidade", "democracia de base" e "paz e não-violência".

## Resultados eleitorais

### Eleições legislativas

#### Câmara dos Representantes
| Data | CI. | Votos     | %             | +/-  | Deputados | +/-     | Status            |
| ---- | --- | --------- | ------------- | ---- | --------- | ------- | ----------------- |
| 1993 | 5.º | 196 702   | 1,9 / 100,0   |      | 0 / 147   |         | Extra-parlamentar |
| 1996 | 5.º | 188 994   | 1,7 / 100,0   | 0,2  | 0 / 148   | Estável | Extra-parlamentar |
| 1998 | 6.º | 238 035   | 2,1 / 100,0   | 0,4  | 0 / 148   | Estável | Extra-parlamentar |
| 2001 | 5.º | 569 074   | 5,0 / 100,0   | 2,9  | 0 / 150   | Estável | Extra-parlamentar |
| 2004 | 3.º | 841 734   | 7,2 / 100,0   | 2,2  | 0 / 150   | Estável | Extra-parlamentar |
| 2007 | 3.º | 967 789   | 7,8 / 100,0   | 0,6  | 0 / 150   | Estável | Extra-parlamentar |
| 2010 | 3.º | 1 458 998 | 11,8 / 100,0  | 4,0  | 1 / 150   | 1       | Apoio parlamentar |
| 2013 | 4.º | 1 116 918 | 8,7 / 100,0   | 3,1  | 1 / 150   | Estável | Oposição          |
| 2016 | 3.º | 1 385 650 | 10,2 / 100,0  | 1,5  | 1 / 150   | Estável | Oposição          |
| 2019 | 3.º | 1 482 923 | 10,4 / 100,0  | 0,2  | 1 / 150   | Estável | Oposição          |
| 2022 | 3.º | 1 795 985 | 12,25 / 100,0 | 1,85 | 4 / 150   | 3       | Oposição          |